# Salzburški forum
Salzburški forum je Europolova skupina ministara unutarnjih poslova devet srednjoeuropskih članica Europske unije osnovana 2000. godine radi promicanja međunarodne policijske suradnje u suzbijanju nezakonitih migracija, zaštiti svjedoka i borbi protiv trgovine drogom. Forum čine Austrija, Bugarska, Češka, Hrvatska, Mađarska, Poljska, Rumunjska, Slovačka i Slovenija, koje su ujedno i dio Schengenskog prostora.
Hrvatska predsjeda Forumom od siječnja do lipnja 2025. Unutar Foruma, Hrvatska i Slovenija zajedno predvode operativnu skupinu „Zebra”.
Podržavajuće zemlje Foruma su Albanija, Bosna i Hercegovina, Crna Gora, Sjeverna Makedonija, Srbija i Moldavija.